# Parafia św. Jana Chrzciciela w Piszkowicach
Parafia św. Jana Chrzciciela w Piszkowicach znajduje się w dekanacie kłodzkim w diecezji świdnickiej. Była erygowana w XIV w. Jej proboszczem jest ks. Jan Władysław Kwiatkowski.

## Świątynia
- Kościół św. Jana Chrzciciela w Piszkowicach